# Biserica de lemn din Păulești

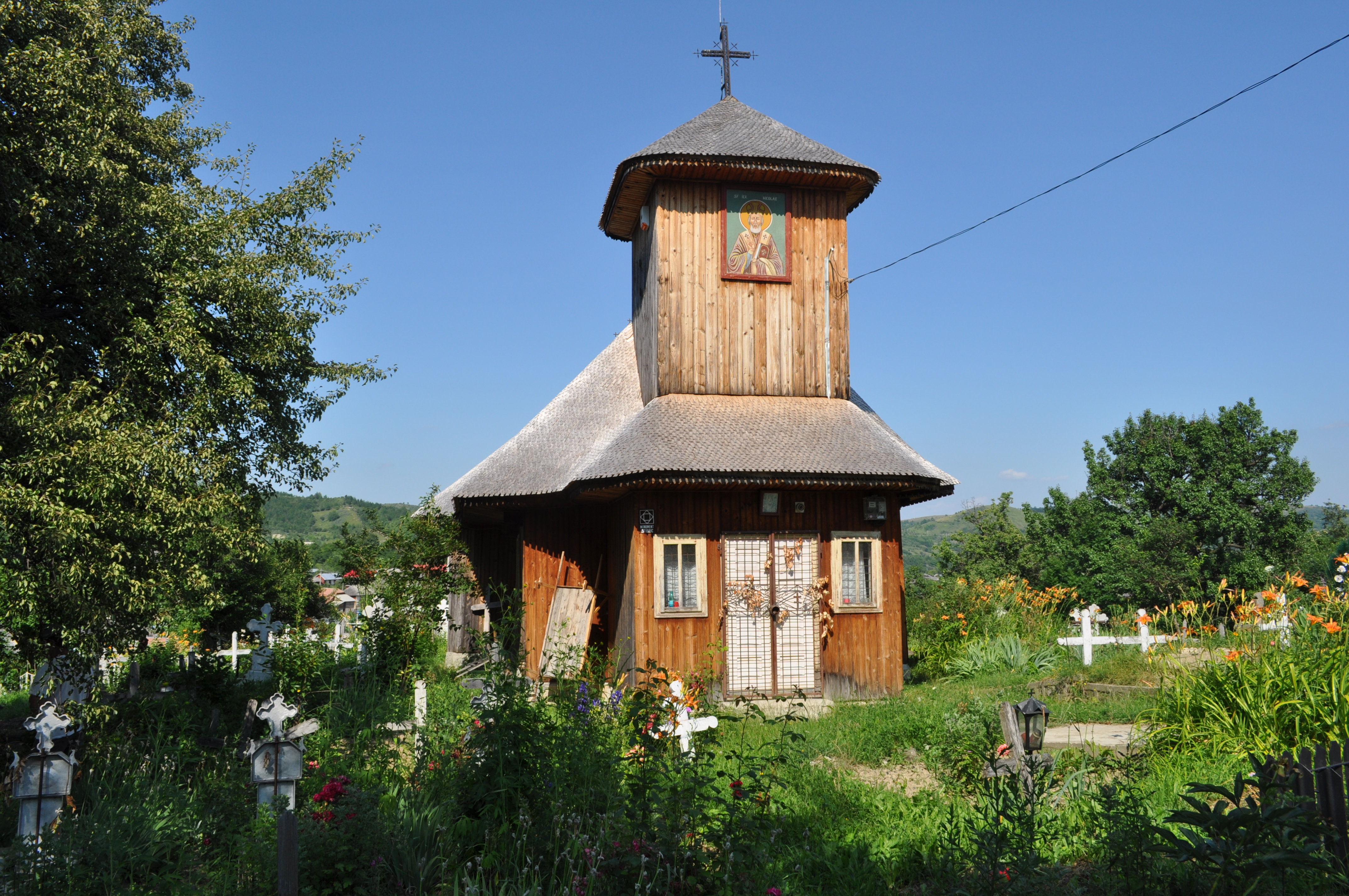
Biserica de lemn „Sfântul Nicolae” din Păulești, comuna Păulești, județul Vrancea, foto: iulie 2011.

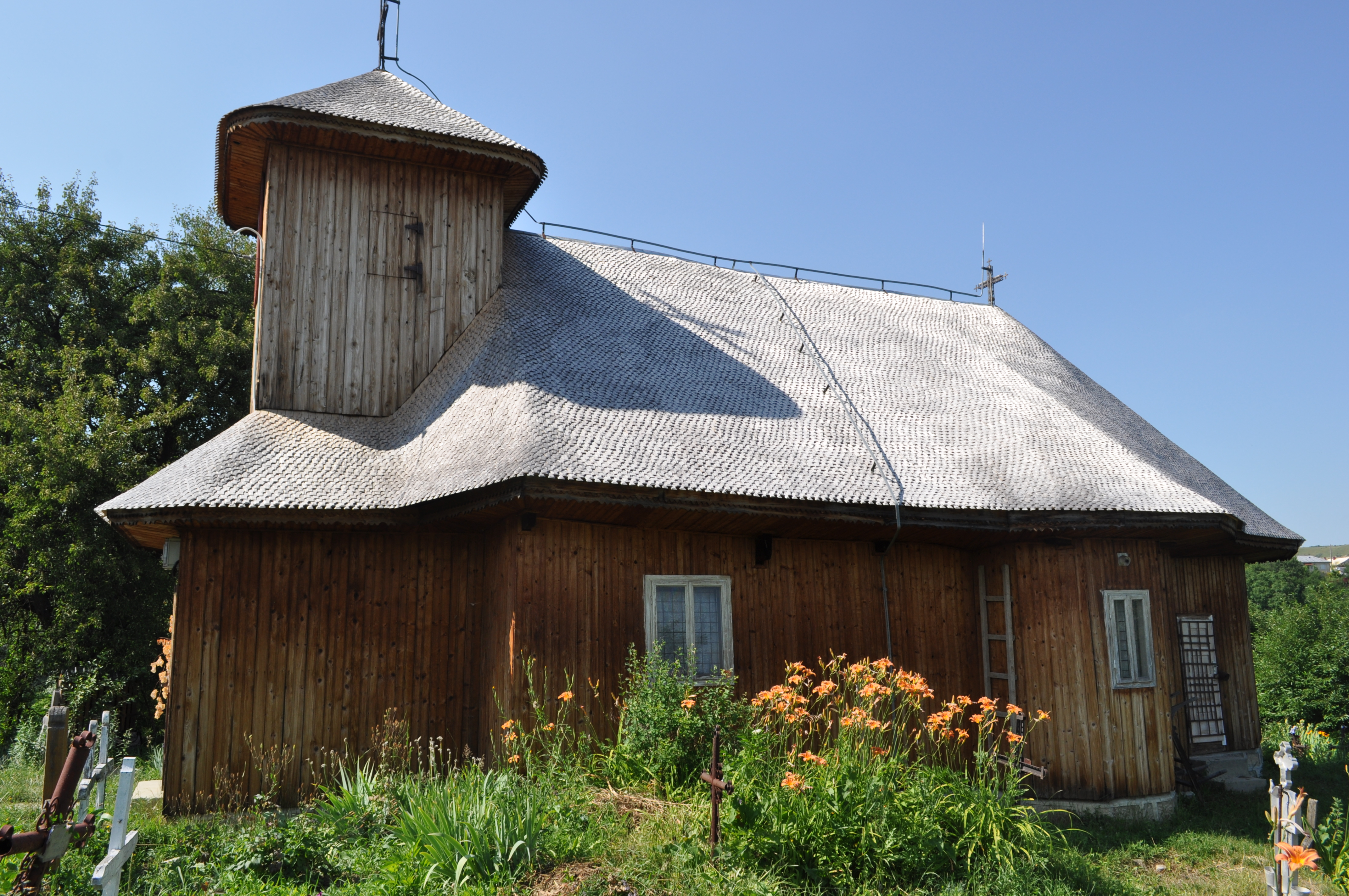
Biserica (sud)

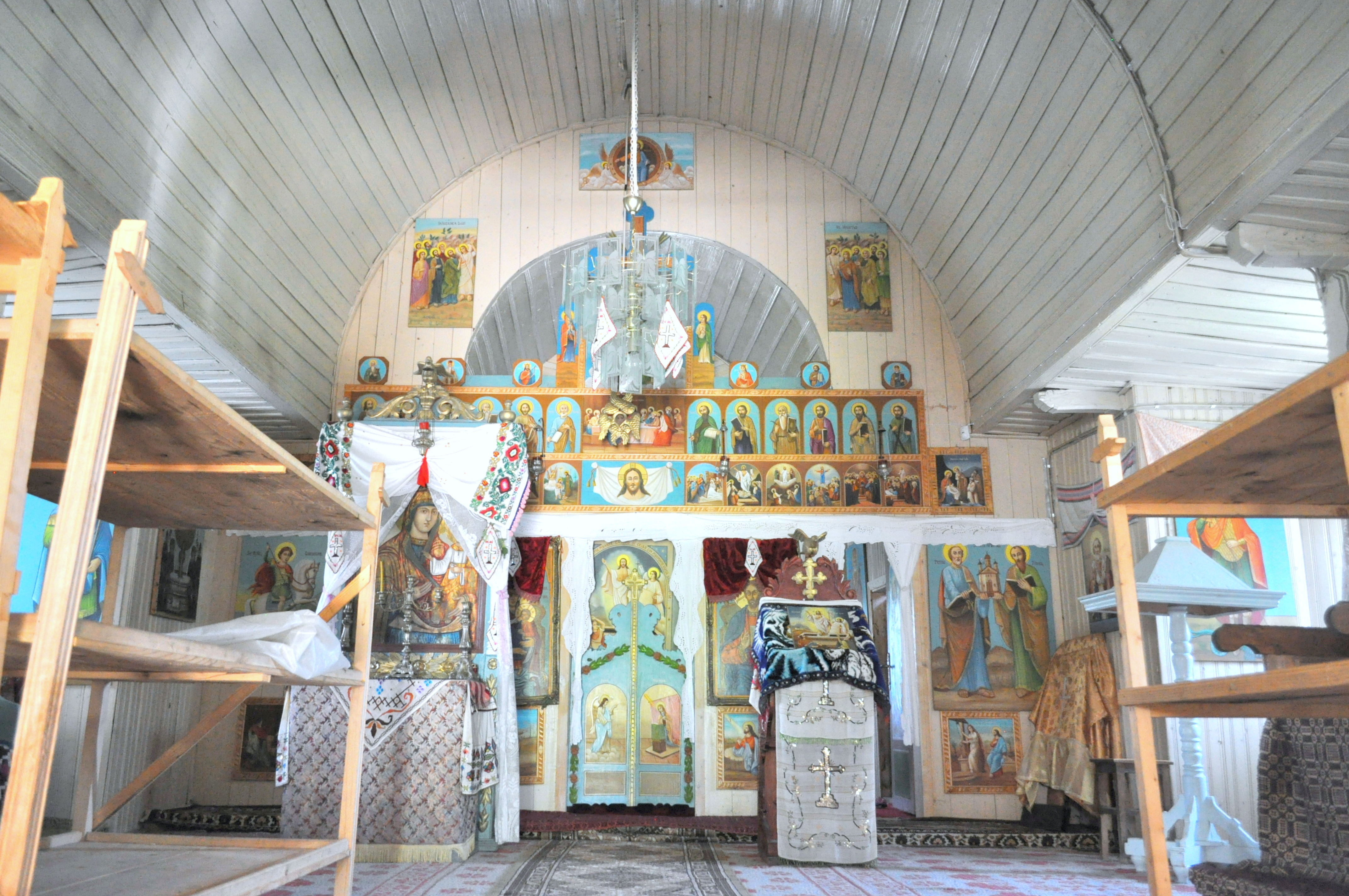
Interiorul navei

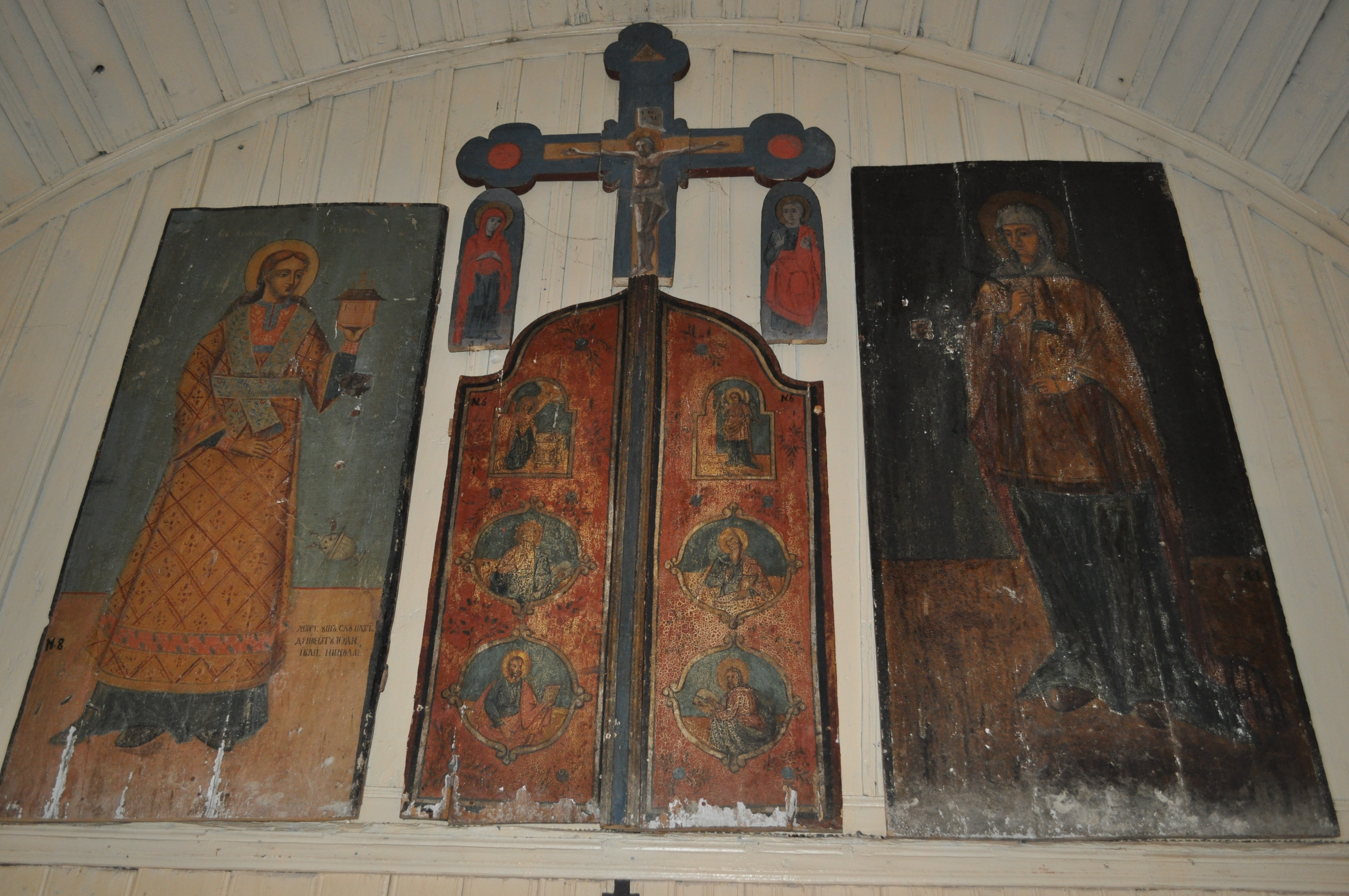
Ușile împărătești și diaconești

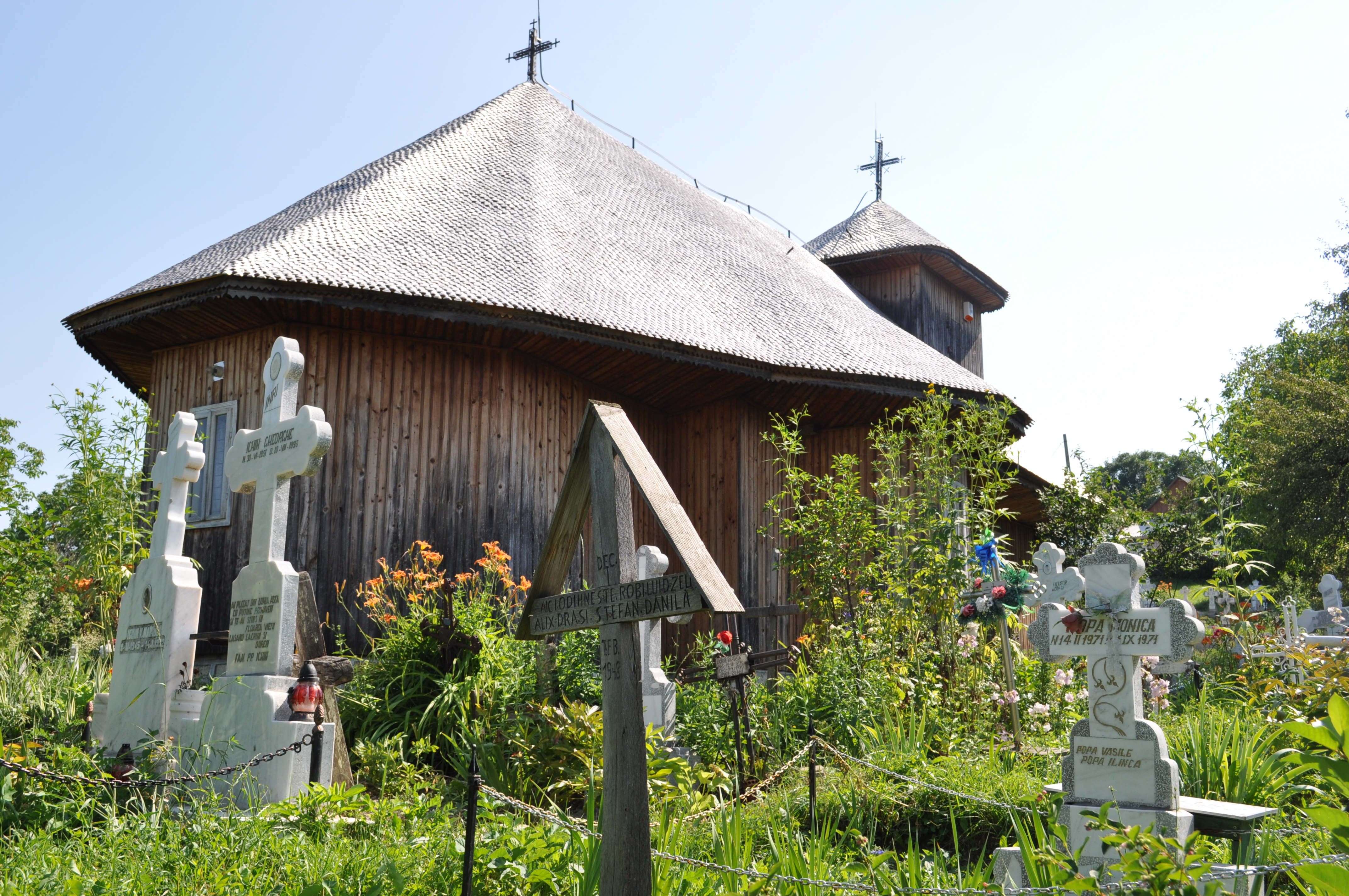
Biserica (nord-est)

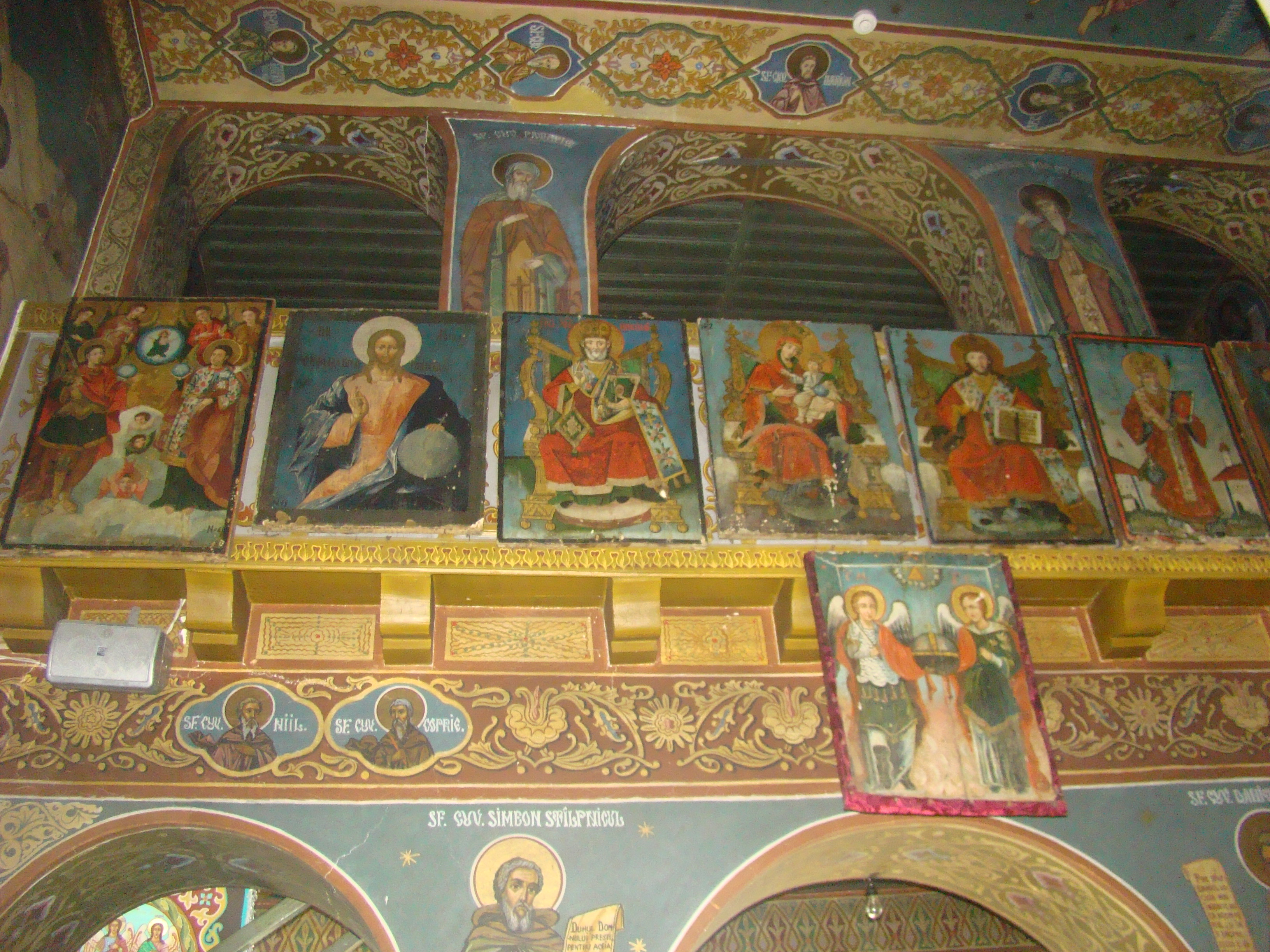
Icoanele vechi ale bisericii de lemn, mutate la biserica nouă

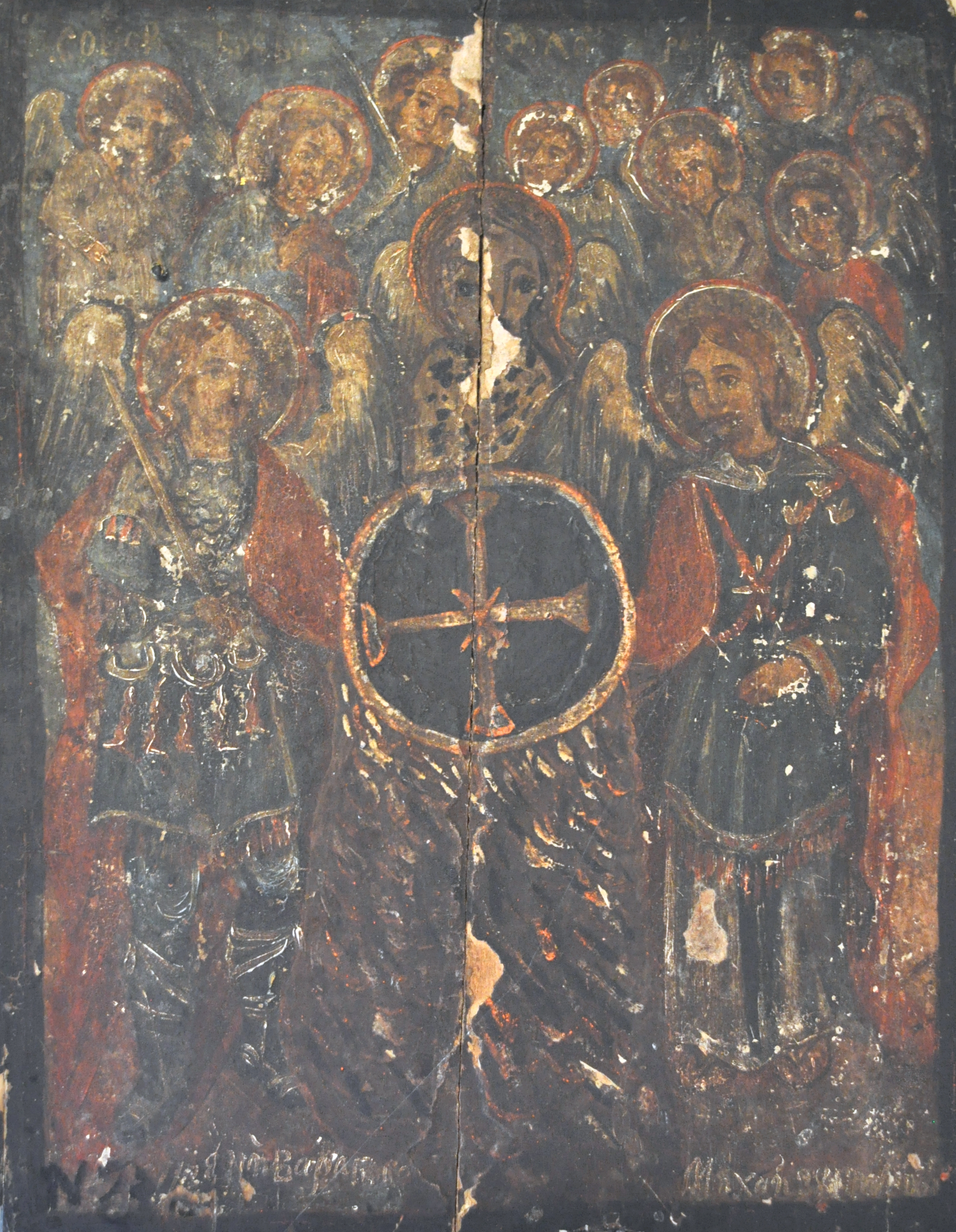

Biserica de lemn din Păulești, comuna Păulești, județul Vrancea a fost ridicată în secolul XVIII. Figurează pe Lista Monumentelor Istorice din anul 2010 Cod LMI:  VN-II-m-B-06550.

## Istoric și trăsături
Caracteristicile tipologice și artistice încadrează Biserica Sf. Nicolae din Păulești ca fiind construită în secolul al XVIII-lea. Certificarea datării monumentului arhitectural - religios este dată de o inscripție situată pe latura de vest, în grafia chirilică. Este o însemnare, în partea sudică, a meșterilor ce au ridicat monumentul: „Să știi di când am fost sluga lui...(indescifrabil) și am scris în luna mai în V(ă)l(et) 72 (indescifrabil)....”, iar pe altă grindă apare însemnat anul „văleatul 7280” (probabil 1772). Existența unei biserici la Păulești, mai veche decât certificarea anterioară, este dată și de următorul document datat la 1722 prin care un preot, Ion face o însemnare pe o carte bisericească: ”...din 7230, iulie 24”... prin care cumpără „această sfântă carte, cie să cheamă psaltire...de la preotul Toader Streinul drieptu ban(i) gata lei 4 lei vechi...” De asemenea trebuie să luăm în considerație și atestarea documentară a satului Păulești, undeva între anii 1507 și a doua jumătate a anilor 1500.
Biserica de lemn „Sfântul Nicolae” a fost realizată de către obștea sătească. Edificiul dispune de un plan trilobat, cu absida altarului decroșată, de formă poligonală. Încăperile sunt ordonate pe axa est-vest, iar sistemul de boltire subliniază acest lucru cu mijloace specifice arhitecturii de lemn. Silueta edificiului este marcată de învelitoarea de șindrilă, care este înaltă, cu pante repezi, înglobând astfel și volumul bolților ce acoperă interiorul.
Biserica din Păulești are pridvorul amplasat pe latura de vest, suprapus fiind de turnul clopotniță, prismatic si foarte scund, lăsat deschis, putând fi admirată frumusețea stâlpilor crestați în floare de către meșterii constructori.
În afara celor câteva elemente de sculptură în lemn, zestrea artistică a bisericii o constituie icoanele împărătești care contribuie la împodobirea interiorului.

## Imagini din exterior

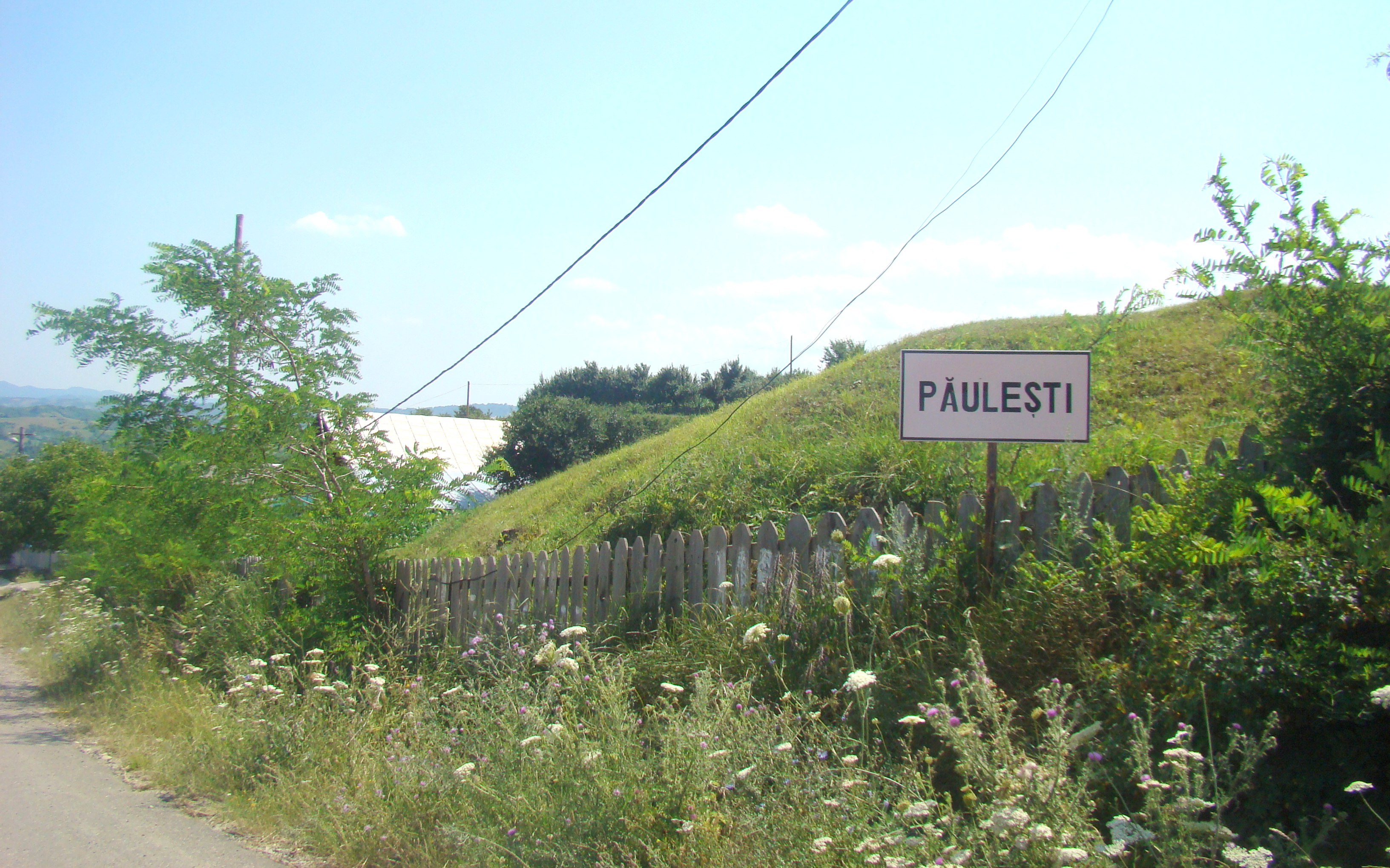
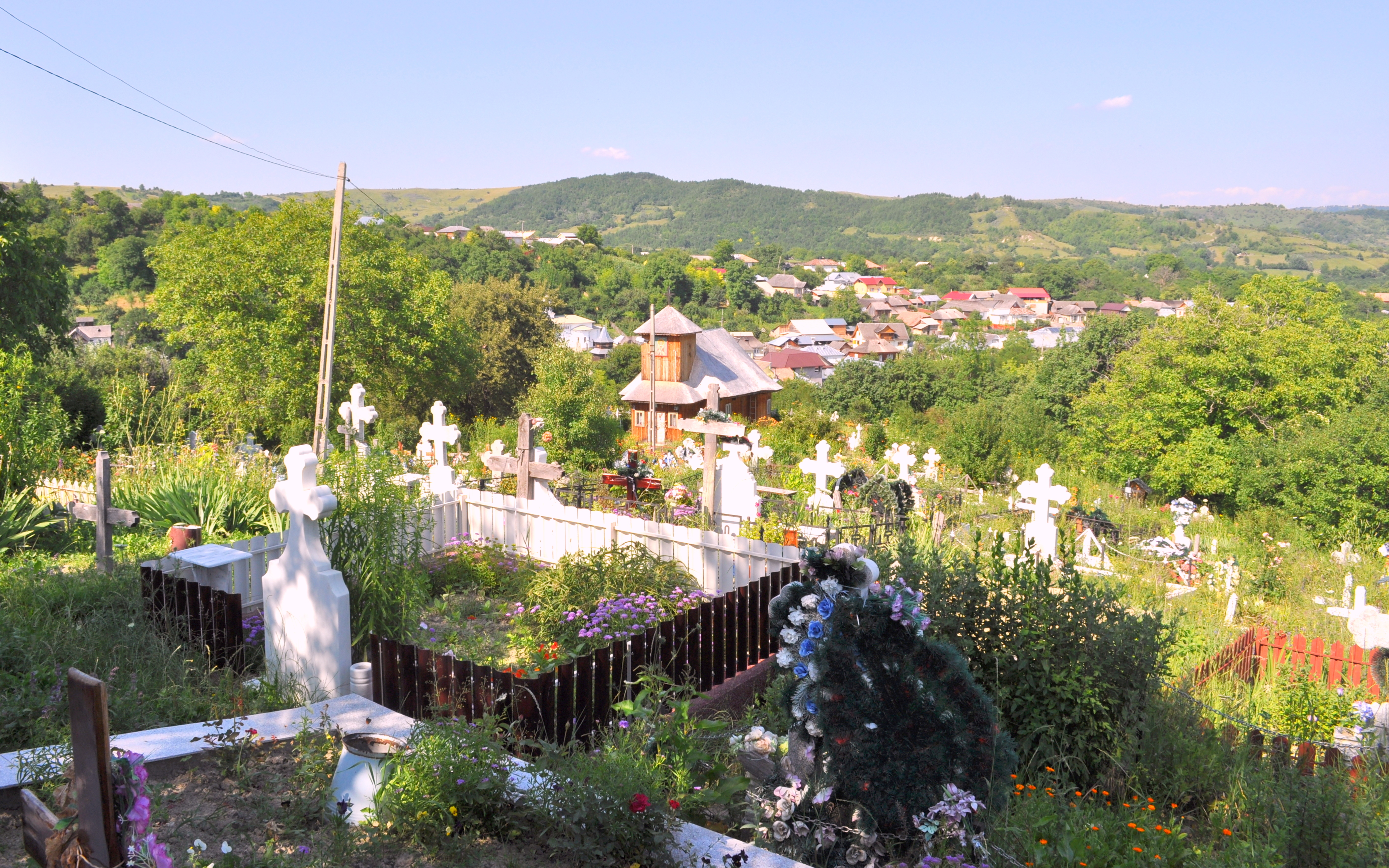
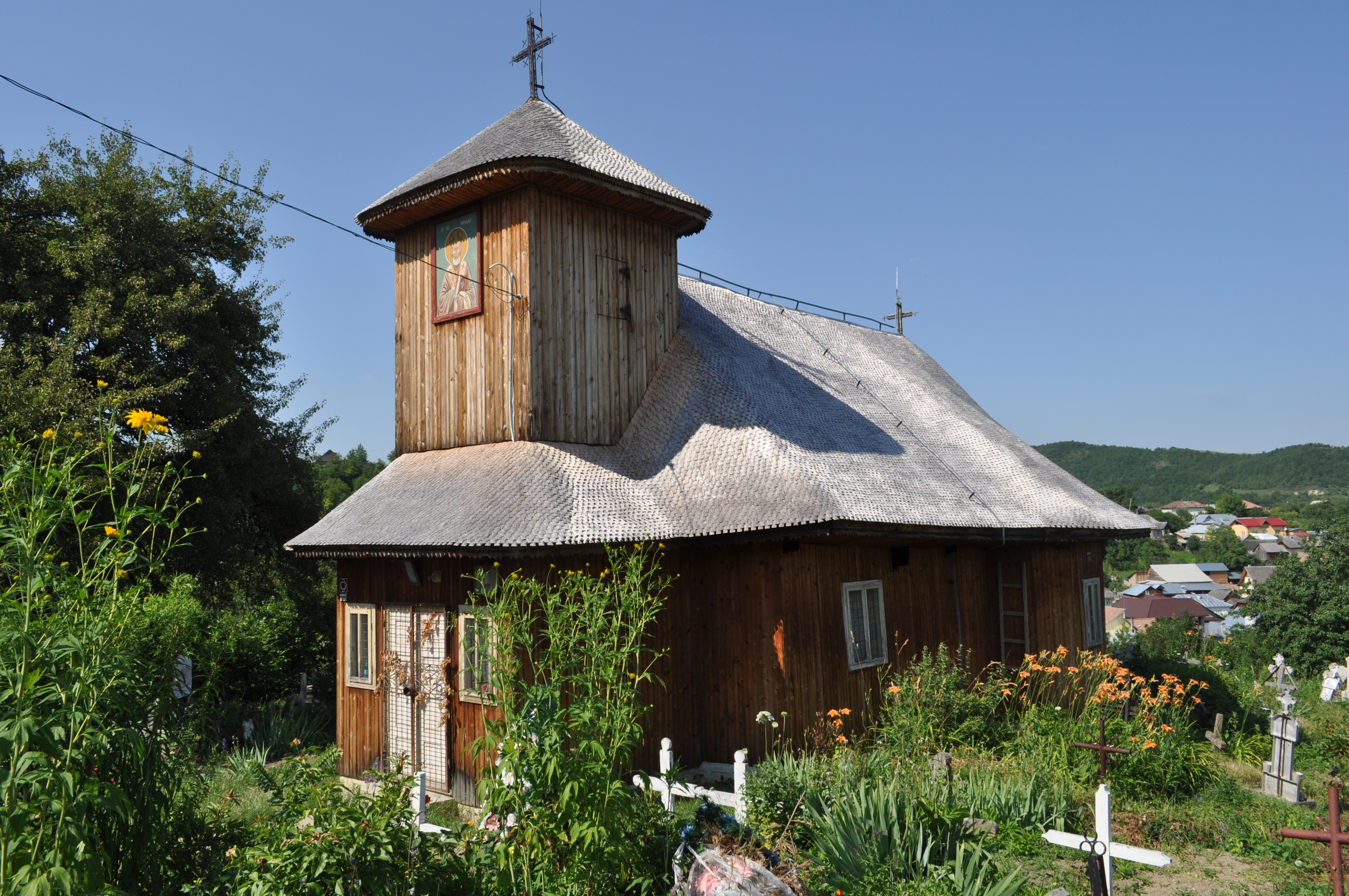
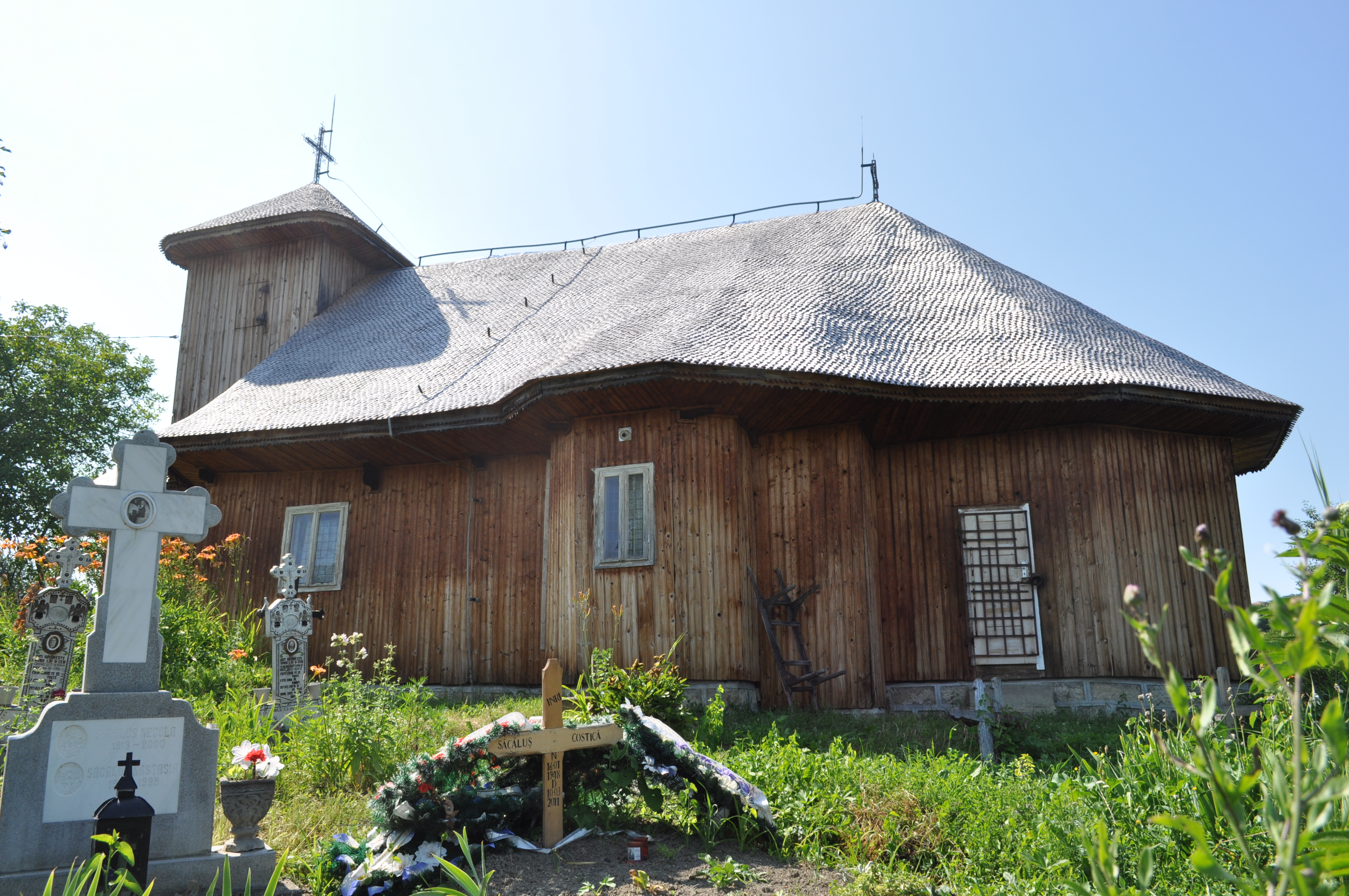
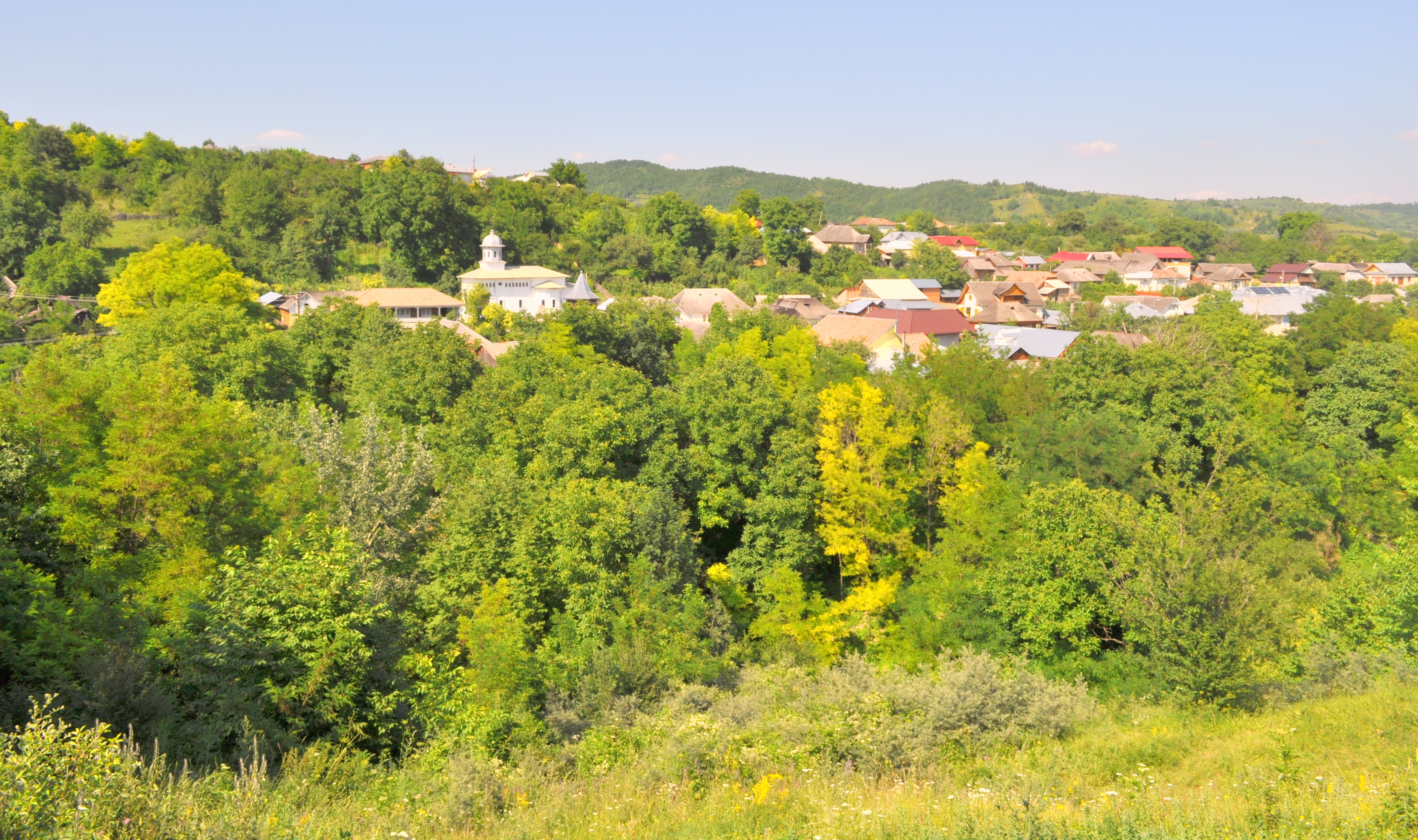
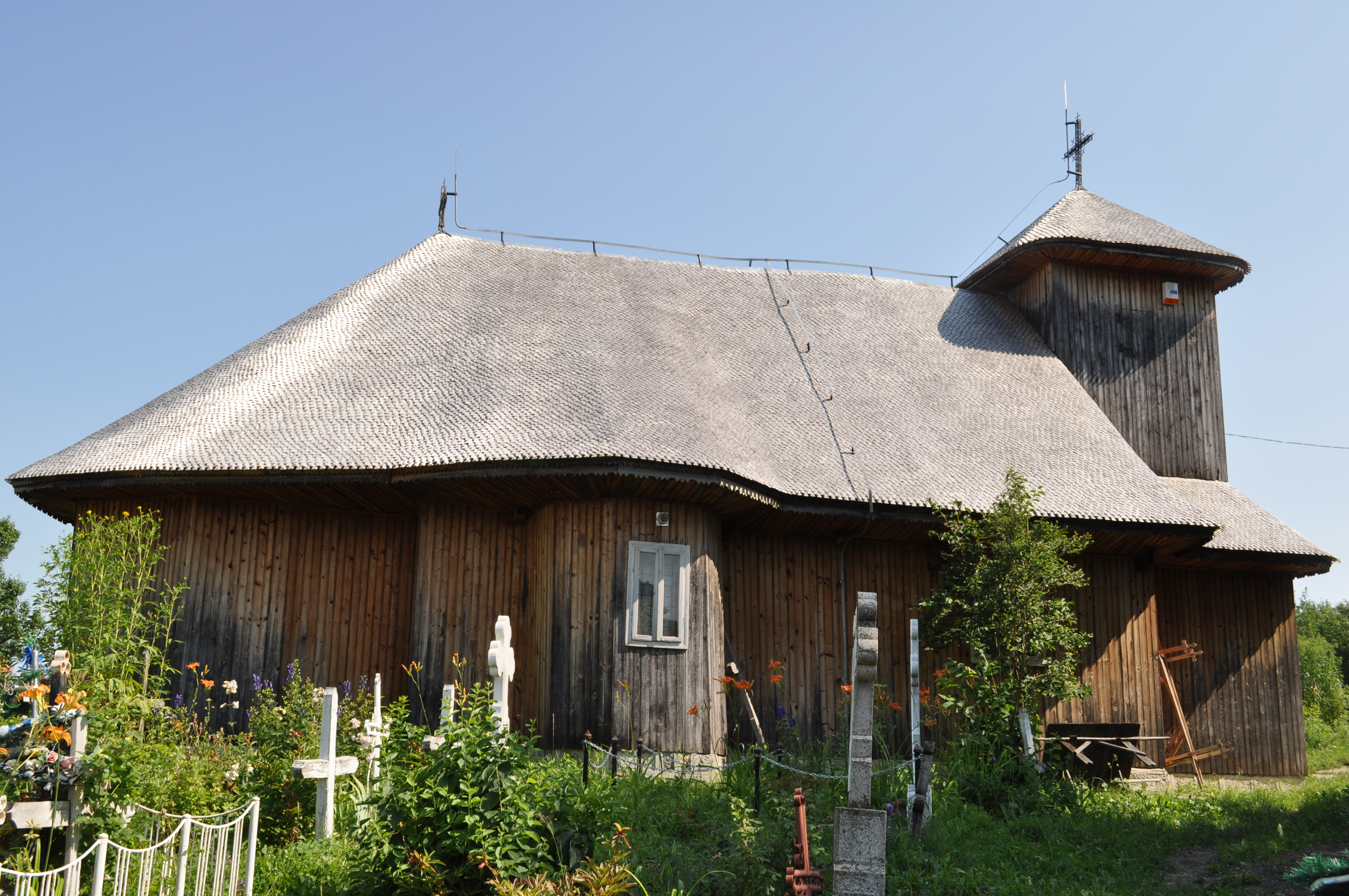
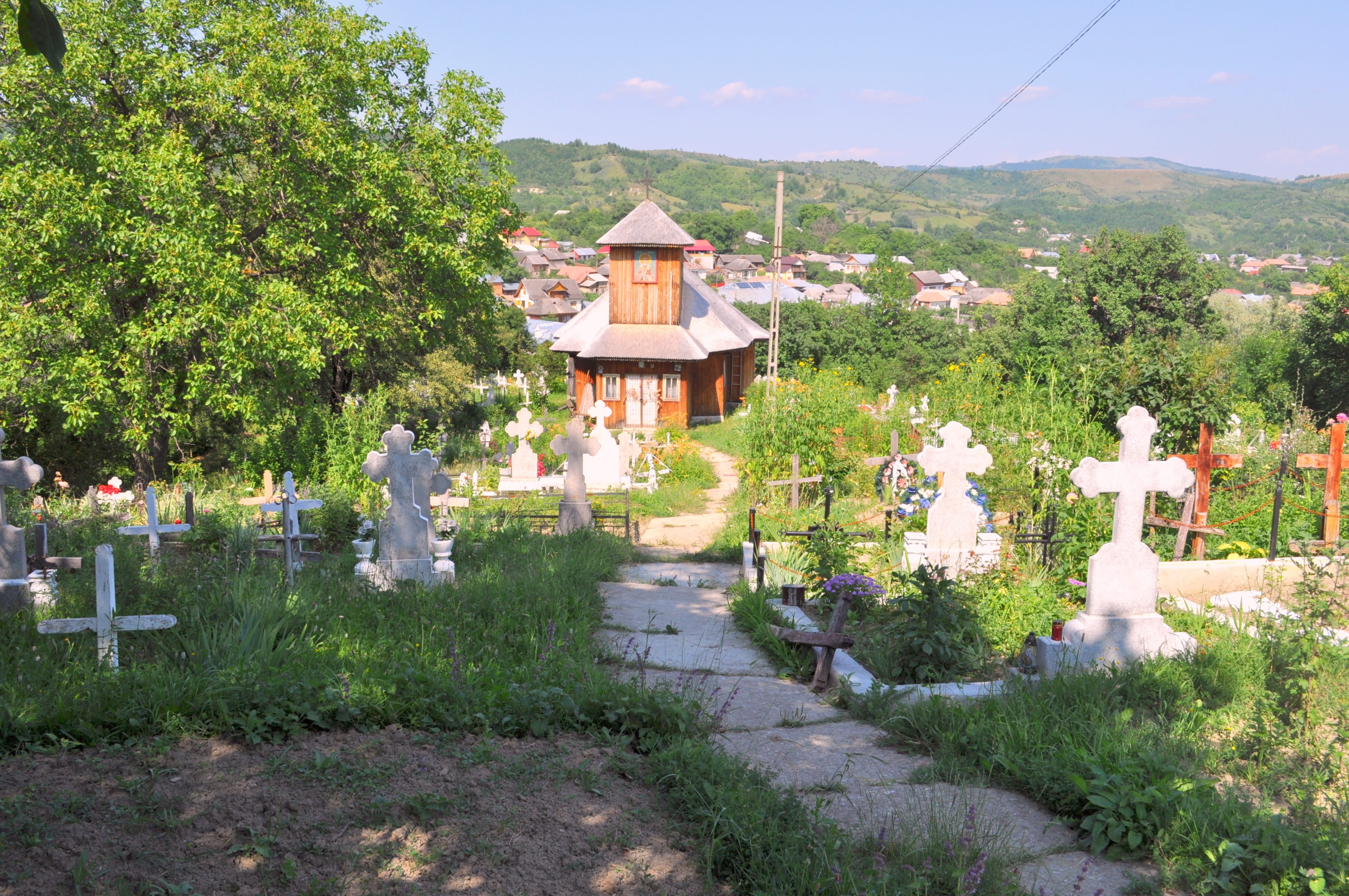
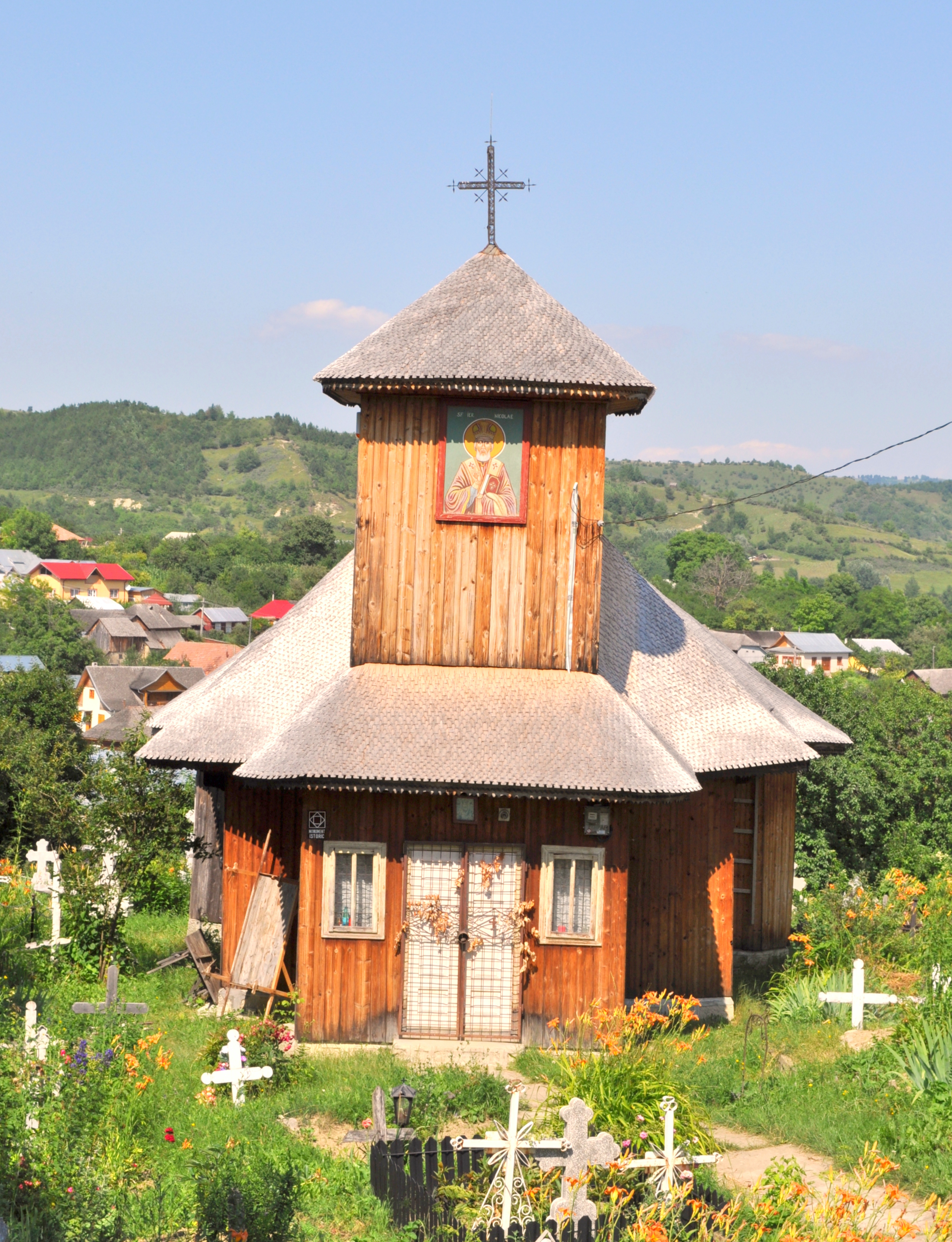
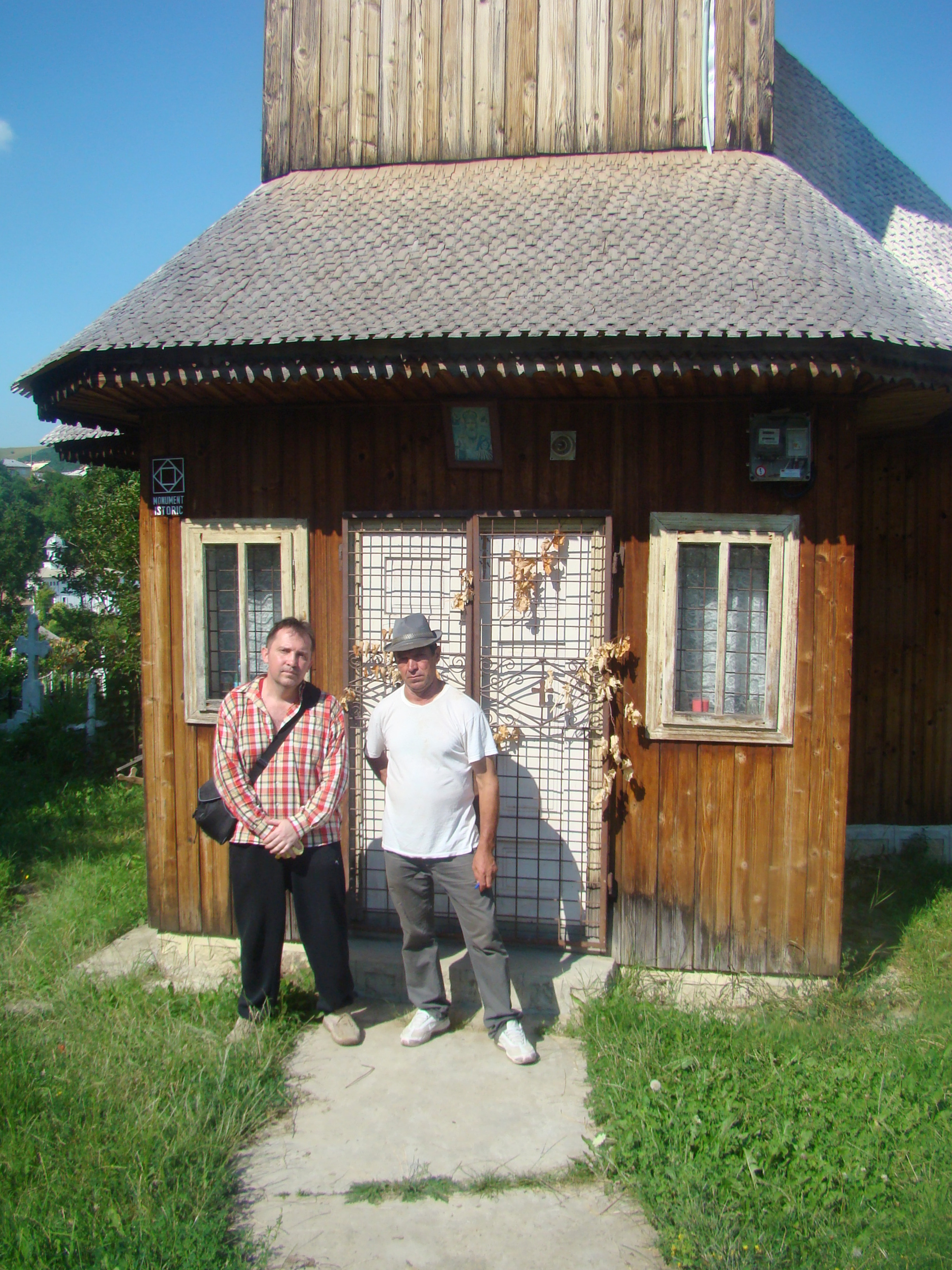
Dascălul (îngrijitorul bisericii), foto: dreapta
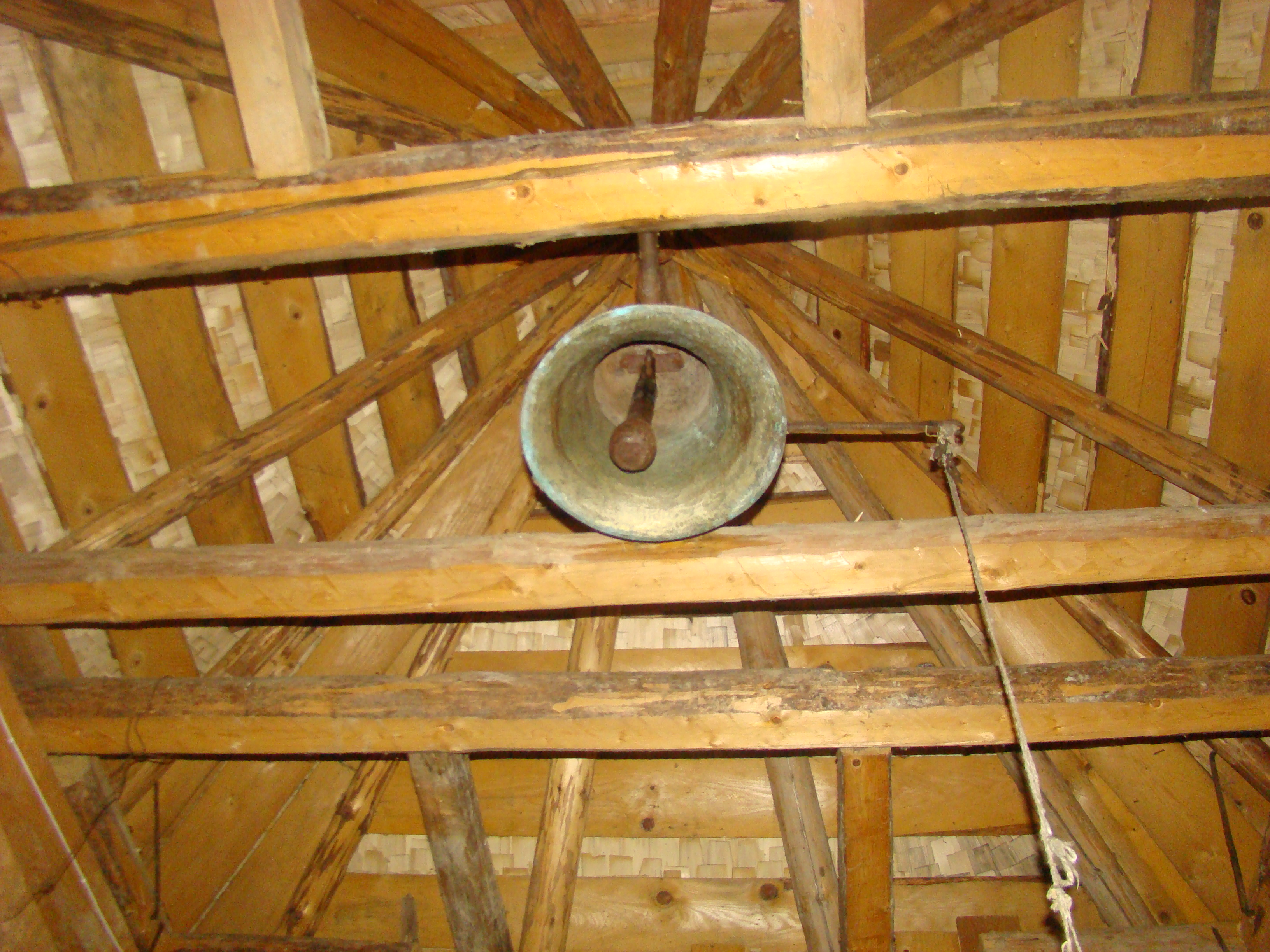

## Imagini din interior

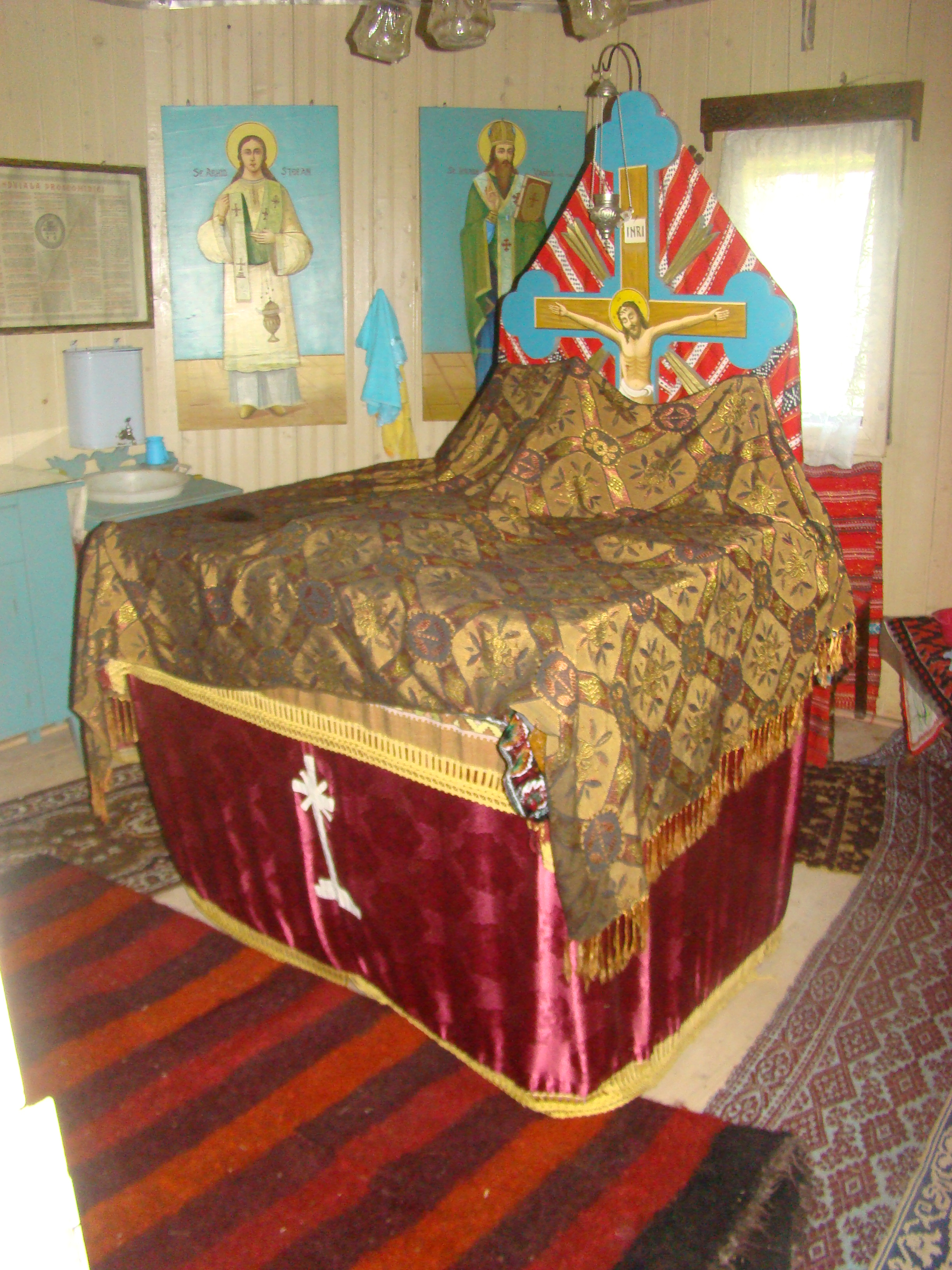
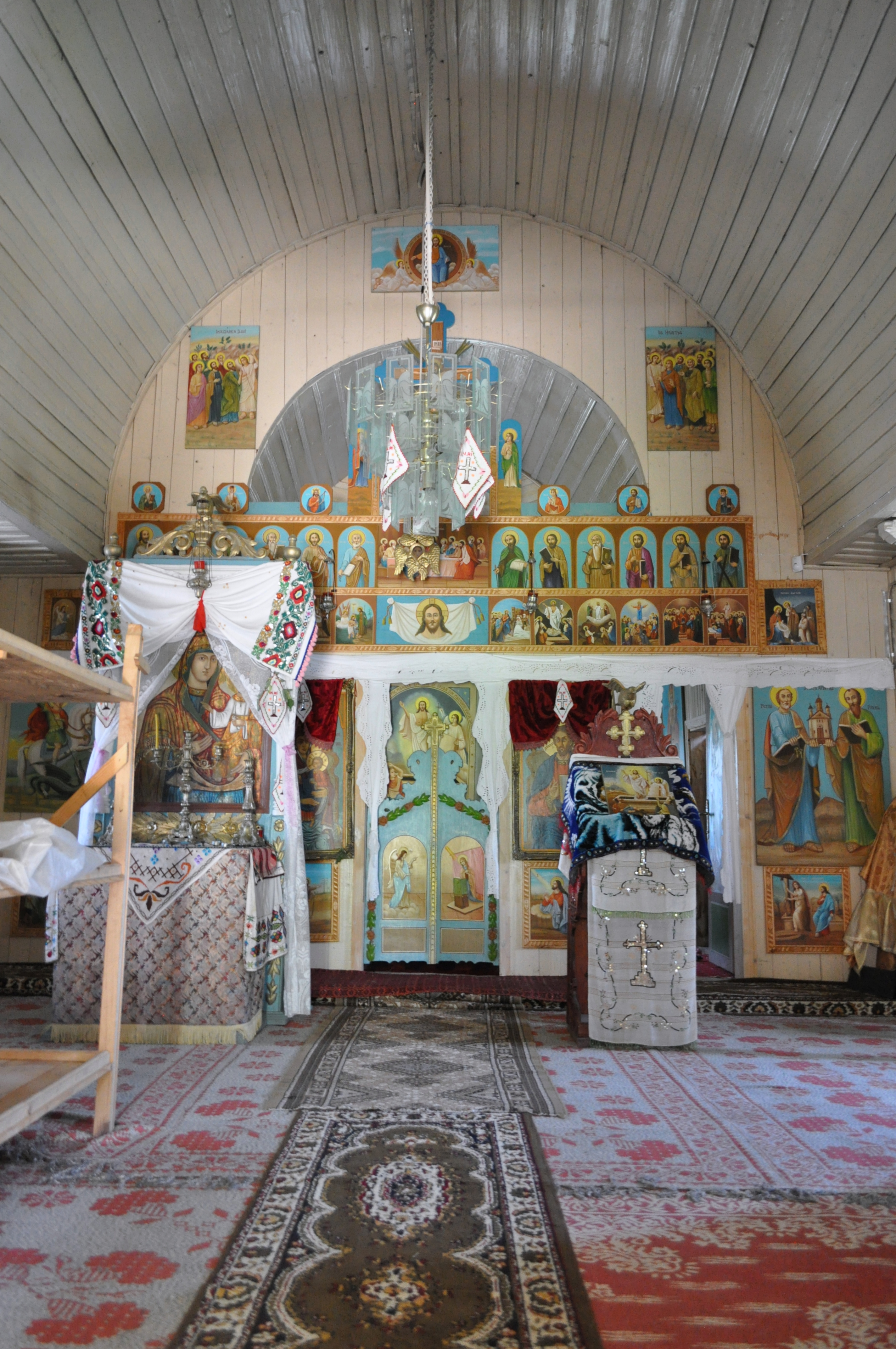
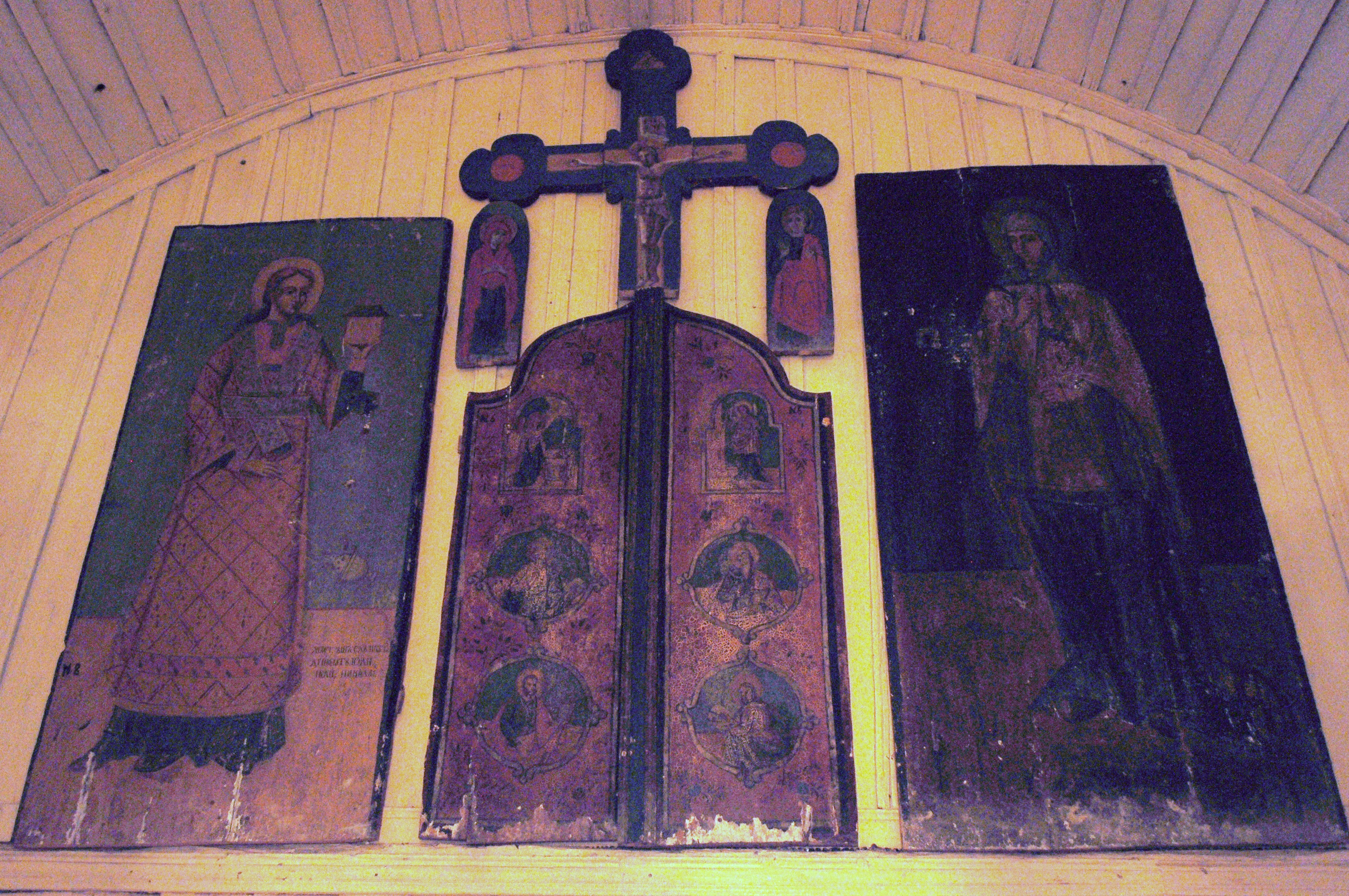
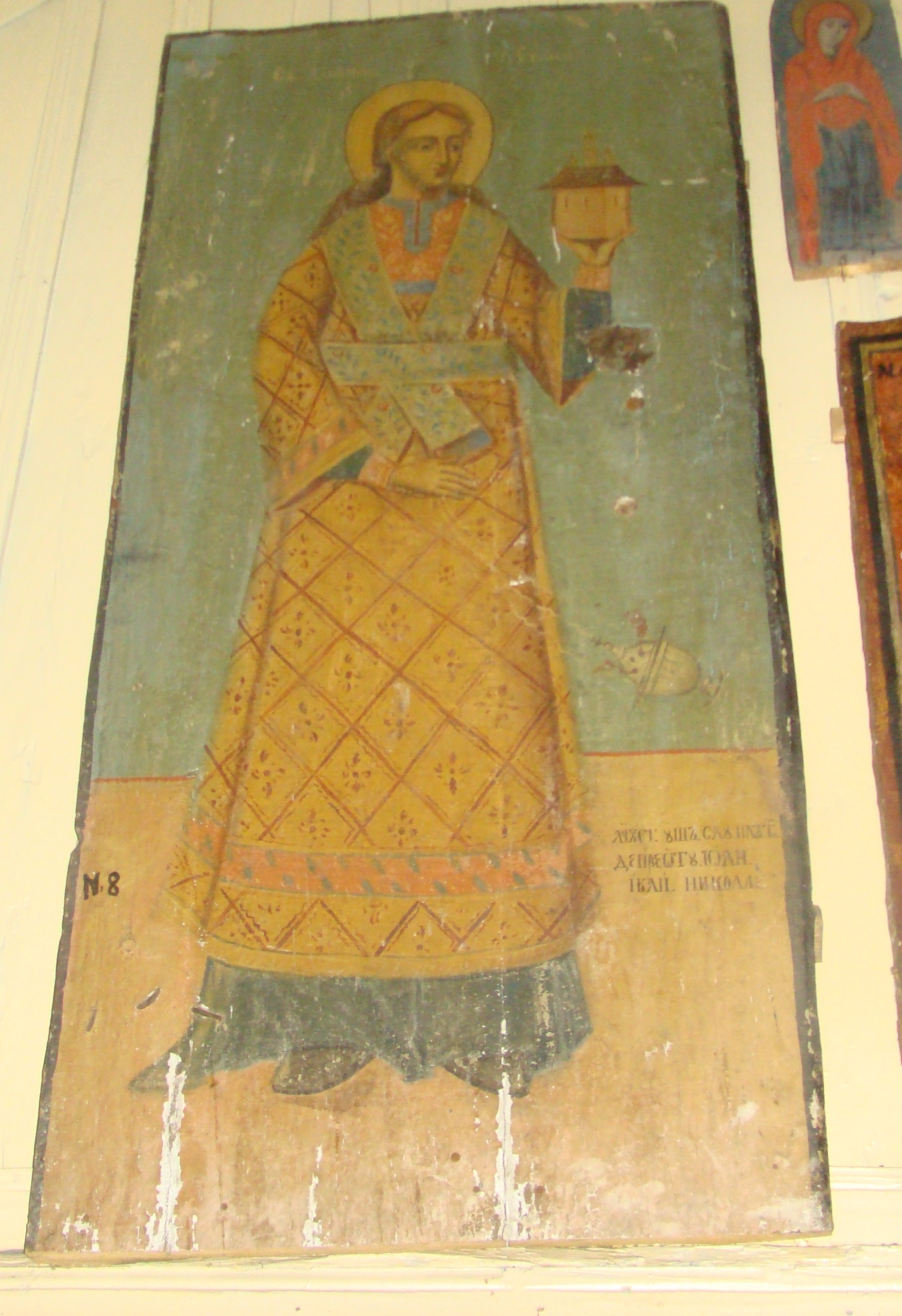
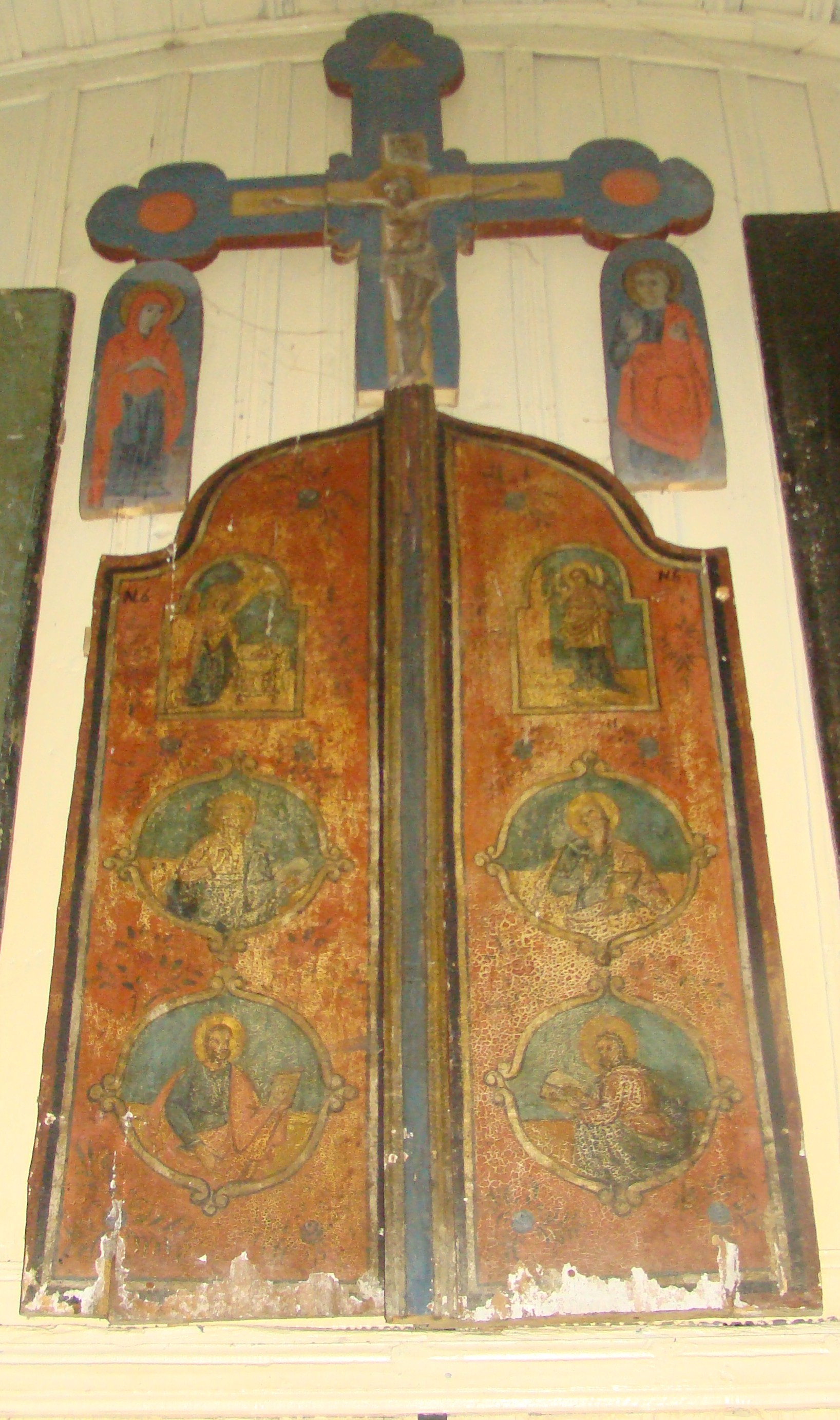
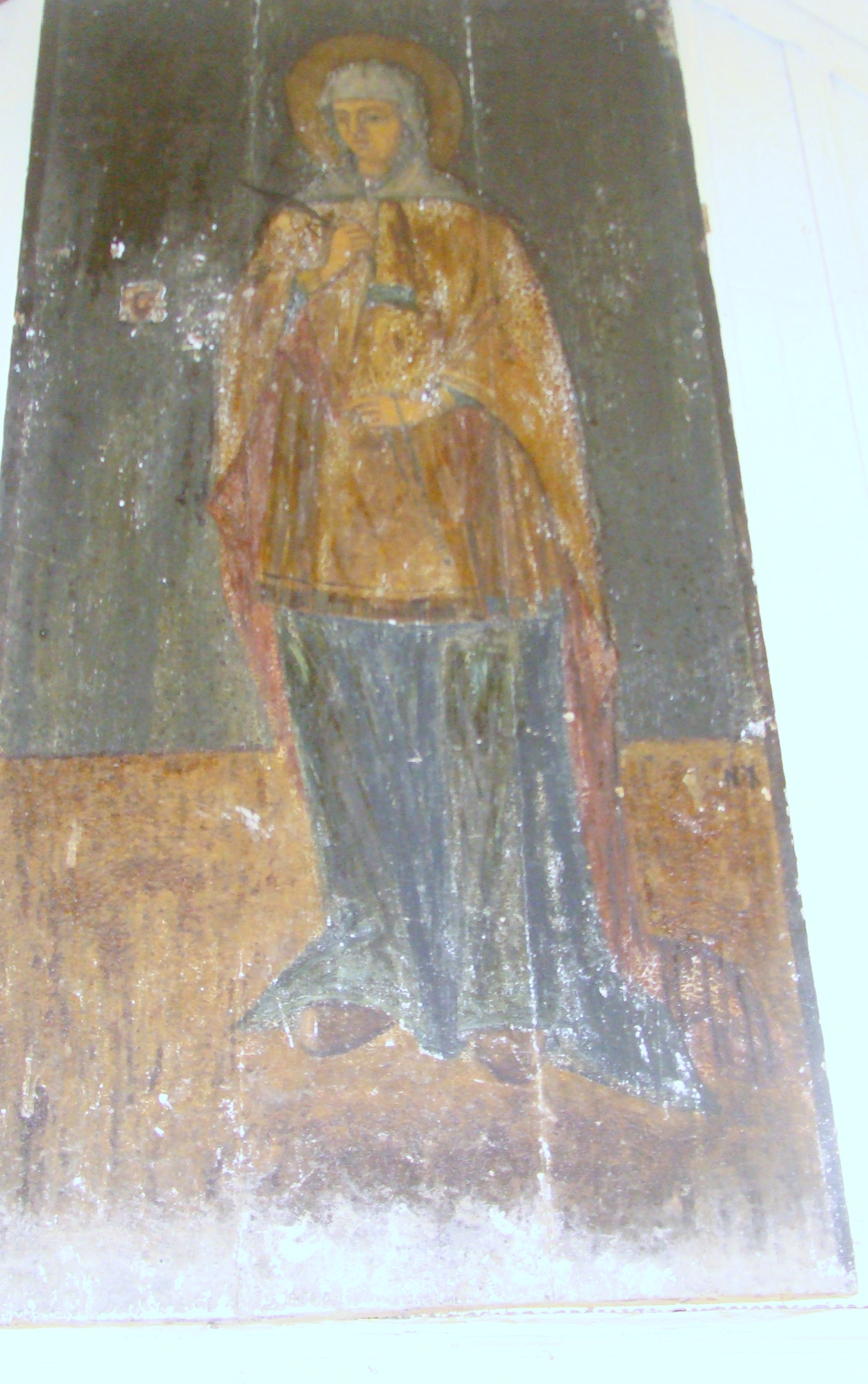
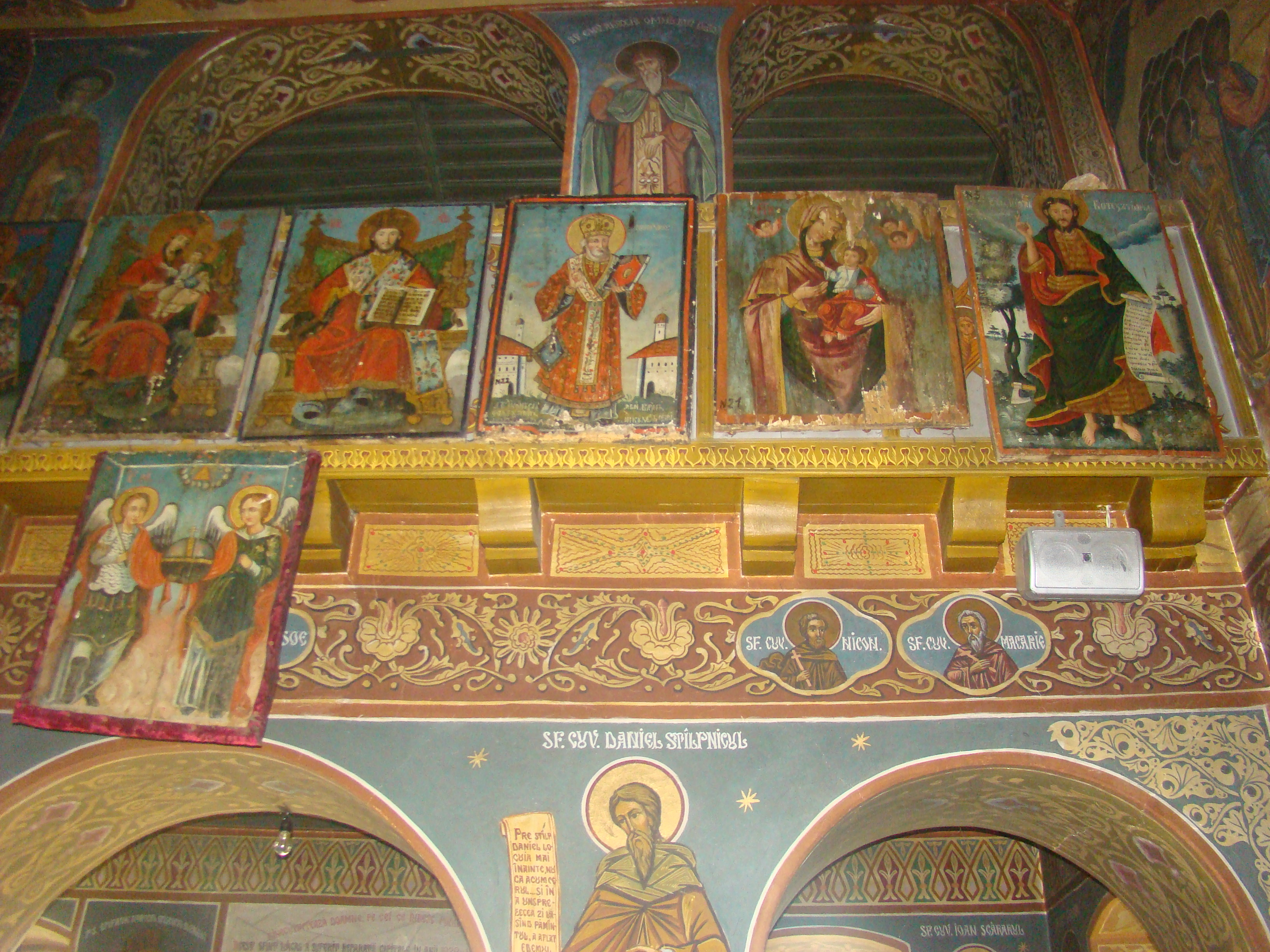
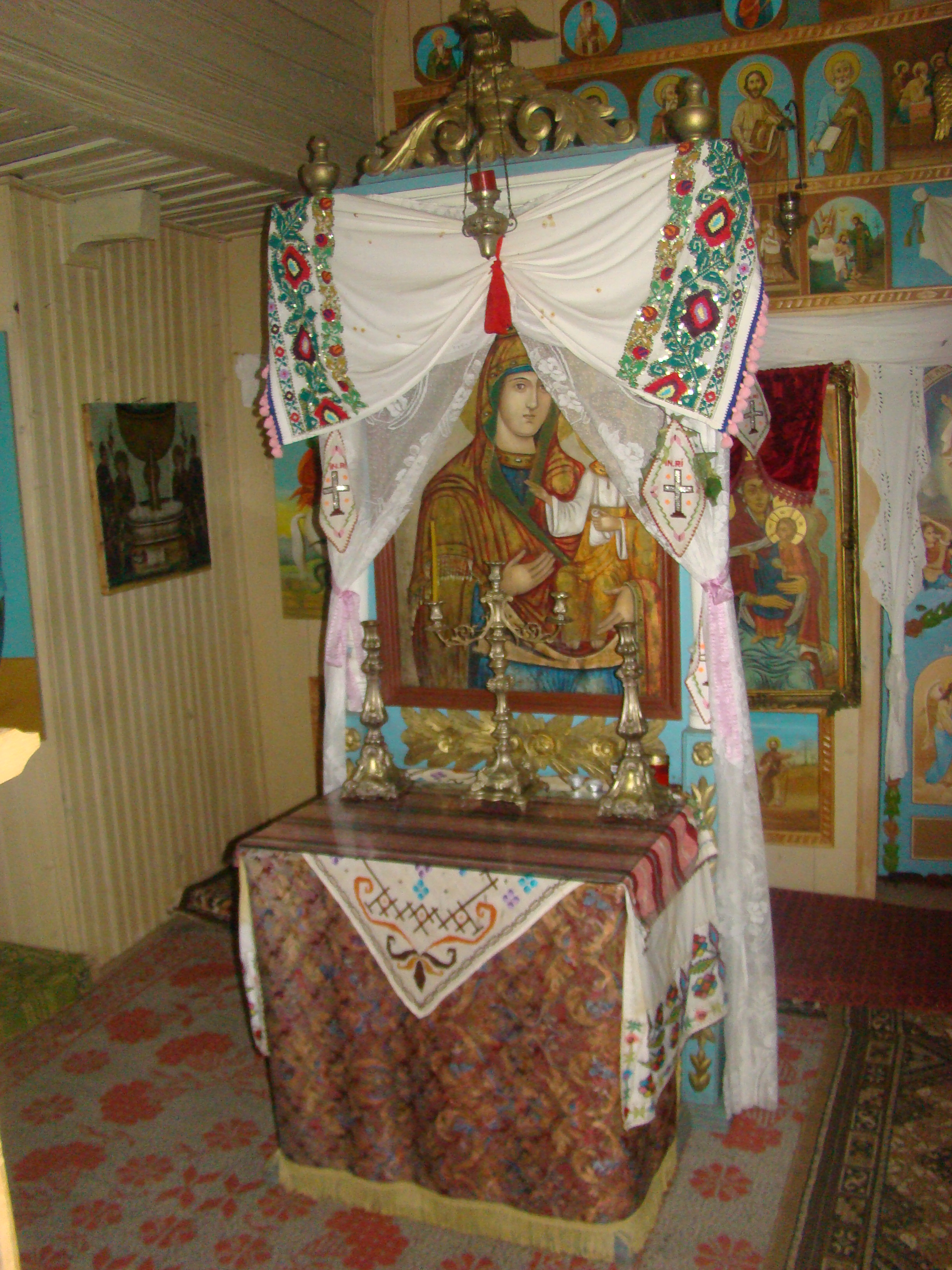
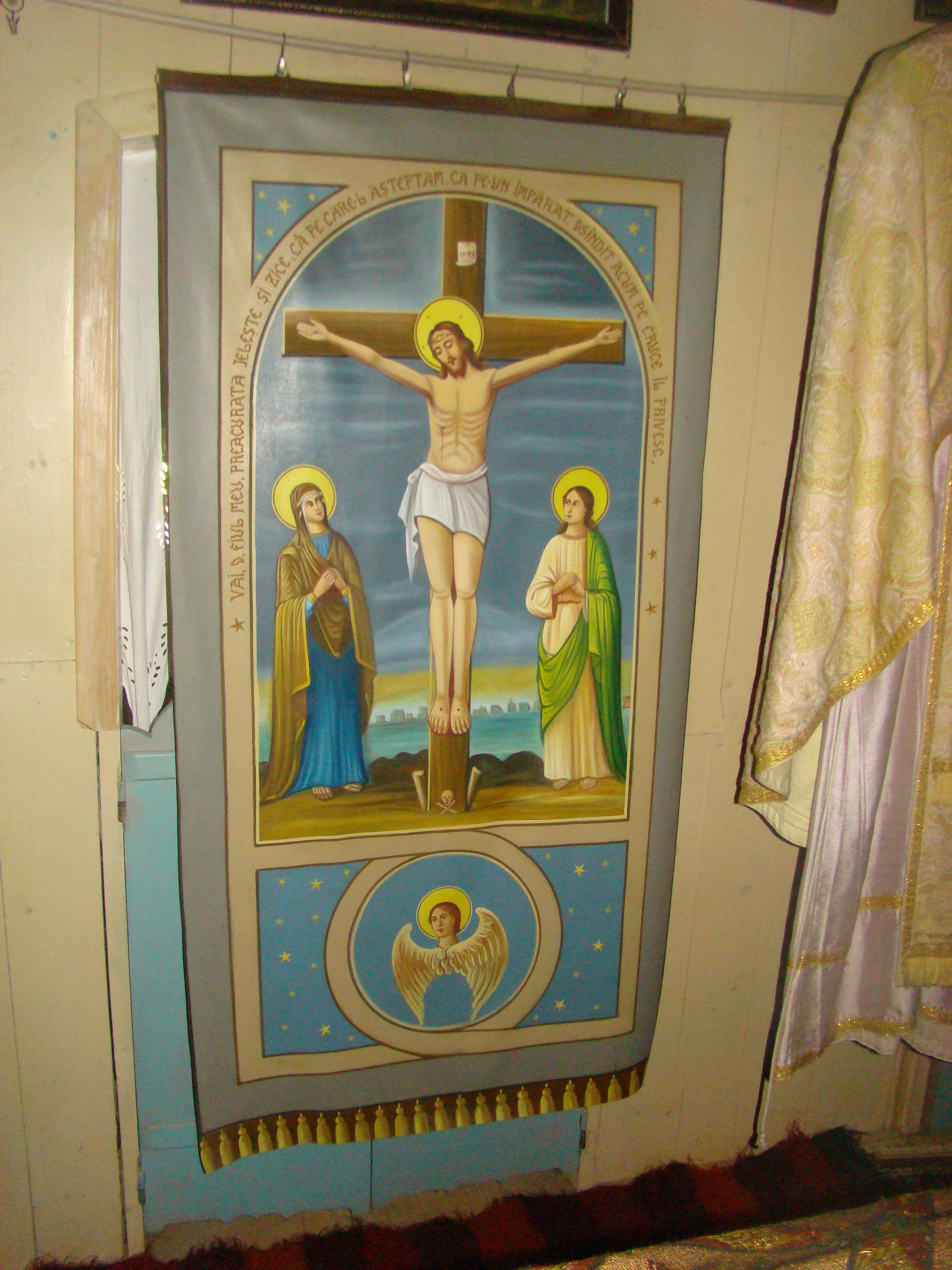
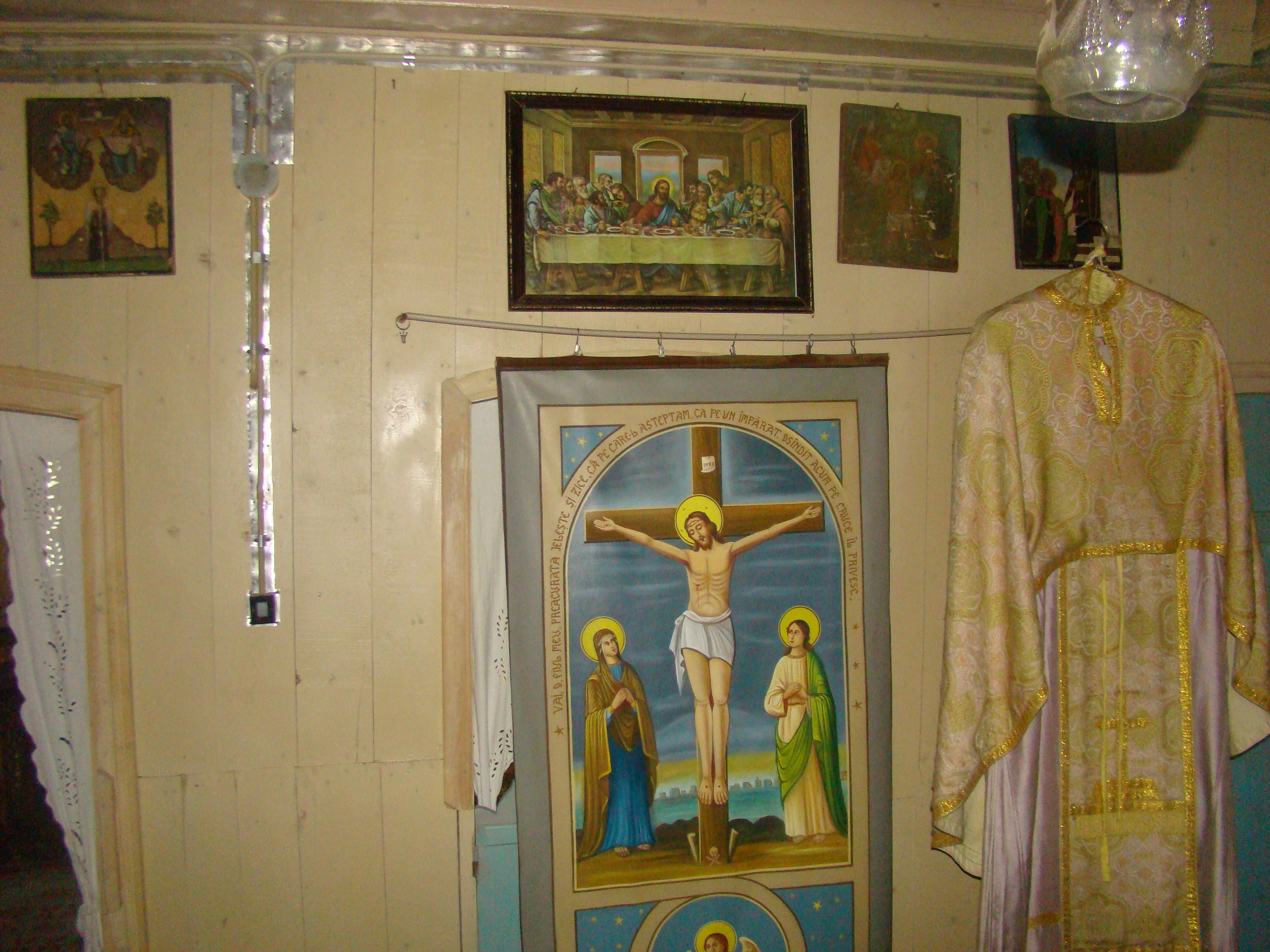